# Roncus vidali
Espèce
Synonymes
- Microcreagris juliae Lagar, 1972

Roncus vidali est une espèce de pseudoscorpions de la famille des Neobisiidae.

## Distribution
Cette espèce est endémique de Majorque aux îles Baléares en Espagne.

## Systématique et taxinomie
Microcreagris juliae a été est placée en synonymie par Bellés en 1987.

## Publication originale
- Lagar, 1972 : Contribución al conocimiento de los Pseudoescorpiones de España. II. Speleon, vol. 19, p. 45-52.